# داركو بالابان
داركو بالابان (بالسيريلية الصربية: Darko Balaban) مواليد 22 فبراير 1989 في نوفي ساد، جمهورية صربيا الاشتراكية، هو لاعب كرة سلة صربي. بدأ مسيرته الاحترافية في سنة 2007. حقق المركز الثاني في ألعاب البحر الأبيض المتوسط 2013. لعب مع نادي بارتيزان لكرة السلة ونادي ريد ستار لكرة السلة.

## الميداليات
| الميدالية | المسابقة                        |
| --------- | ------------------------------- |
| فضية      | ألعاب البحر الأبيض المتوسط 2013 |
| برونزية   | الألعاب الجامعية الصيفية 2013   |

## روابط خارجية
- داركو بالابان على موقع الدوري الأوروبي لكرة السلة (الإنجليزية)
- داركو بالابان على موقع كرة السلة الأوروبية.كوم (الإنجليزية)
- داركو بالابان على موقع ريلجم (الإنجليزية)
- داركو بالابان على موقع بروبوليرز (الإنجليزية)
- داركو بالابان على موقع سبورتس رفرنس (الإنجليزية)